# Deddo Harms Bosscher
Deddo Harms Bosscher (Veendam, 26 juli 1808 – aldaar, 13 augustus 1885) was een Nederlandse burgemeester.

## Leven en werk
Bosscher werd in 1806 in Veendam geboren als zoon van de provinciale deurwaarder Harm Deddes Bosscher en Frouke Doekes Mellema. Zijn vader overleed in 1812. Zijn moeder bezat land en was eigenaar van het zeeschip "Ida Catharina". Bosscher werd landbouwer. Bij Koninklijk Besluit van 30 november 1848 werd hij benoemd tot burgemeester van Veendam. Hij was ten tijde van zijn benoeming lid van de gemeenteraad van Veendam. Vanwege zijn beroep werd hij ook wel de boeren-burgemeester van Veendam genoemd. Hij zou de functie van burgemeester gedurende 32 jaar vervullen, Hij kreeg per 1 oktober 1880 vanwege zijn hoge leeftijd, eervol ontslag verleend. Tijdens zijn burgemeesterschap werd het nieuwe raadhuis -  in een neohollandse renaissancestijl - van Veendam gebouwd. 
Hij trouwde in 1829 met Avina Abrahams Hazewinkel, dochter van de schipper Abraham Kornelis Hazewinkel en Albertje Hindriks Schipper. Bosscher overleed in 1885 op 77-jarige leeftijd in Veendam. Hij werd begraven op de begraafplaats in zijn woonplaats. In december 1885 werd ter nagedachtenis aan hem een monument op zijn graf geplaatst.
In Veendam is de Burgemeester Bosscherstraat naar hem genoemd.